# Kántor Andor
Kántor Andor (Budapest, 1901. december 7. – Budapest, 1990. március 31.) magyar festőművész, pedagógus.

## Életpályája
1922–1926 között Rudnay Gyula tanítványa a művészképzőben. 1926-tól volt kiállító művész. 1927–1930 között Rudnay Gyula tanársegéde volt a Magyar Képzőművészeti Főiskolán. 1928-ban diplomázott, mint rajztanár. 1929-től dolgozott a szentendrei művésztelepen. 1930-tól a Nagybányán dolgozott. 1932-től oktatott. 1937-ben a Szentendrei Festők Társasága tagja lett. 1946-tól a budapesti Képző- és Iparművészeti Szakgimnázium és Kollégium tanáraként, 1958–1963 között az iskola igazgatójaként tevékenykedett.
Tagja volt a Képzőművészek Új Társasága, az Új Művészek Társasága és a Nemzeti Szalon Művészeti Egyesületnek. Nyaranta Gyöngyösön, Mátrafüreden, Sümegen, Hódmezővásárhelyen és Mártélyon dolgozott.

## Magánélete
1937. november 11-én Budapesten házasságot kötött Gálffy Lola festőművésszel (1902–1980).

## Művei
- Tájkép (1932)
- Háztetők fényben (1934)

## Kiállításai

### Egyéni
- 1958, 1965, 1972–1973, 1981, 1984 Budapest
- 1961 Pécs
- 1970, 1982 Szentendre
- 1973 Szeged
- 1976 Miskolc, Szekszárd
- 1986 Szolnok

### Válogatott, csoportos
- 1928, 1930, 1935, 1939, 1950–1951, 1953, 1955, 1957, 1960, 1965 Budapest
- 1956, 1972 Szentendre
- 1969 Székesfehérvár

## Díjai
- Munka Érdemrend (1955, 1966, 1976)
- Fővárosi nívódíj (1958)
- Kiváló tanár (1960)
- Csók István-emlékérem (1961)
- Munkácsy Mihály-díj (1967)
- Érdemes művész (1979)